# Serkan Bayram
Serkan Bayram (* 1. April 1974 in Refahiye) ist ein türkischer Politiker, Jurist und Mitglied der Adalet ve Kalkınma Partisi (AKP). Seit 2015 ist er Abgeordneter der Großen Nationalversammlung der Türkei (TBMM).

## Karriere
Bayram wurde in Refahiye geboren. Im Alter von 13 Jahren erlitt er bei einem Unfall in einem Weizenfeld schwere Verbrennungen, bei dem er neun Finger verlor. Trotz dieser lebensverändernden Verletzung setzte er seine Ausbildung fort und schloss 1996 sein Jurastudium an der Universität Istanbul ab. 2000 erwarb er einen Masterabschluss an der Marmara-Universität. Er arbeitete als Anwalt und Kolumnist für verschiedene Zeitungen. Bayram spricht Französisch und hat zwei Kinder.
Bayram trat der AKP bei und wurde bei den Parlamentswahlen im Juni 2015 als Abgeordneter für Erzincan in die TBMM gewählt. Er wurde im November 2015 wiedergewählt und vertrat später Istanbul in den Legislaturperioden 2018 und 2023. Während seiner Amtszeit war er Mitglied der parlamentarischen Kommission für Sicherheit und Nachrichtendienste. Er arbeitete auch als Anwalt für den ehemaligen Premierminister Binali Yıldırım.